# Matthew Baranoski
Matthew Baranoski (nascido em 27 de julho de 1993, em Perkasie) é um ciclista profissional estadunidense. Competiu nos Jogos Pan-Americanos de 2015.